# Los Angeles Blades (WHL)
Die Los Angeles Blades waren ein US-amerikanisches Eishockeyfranchise der Western Hockey League aus Los Angeles, Kalifornien.  

## Geschichte
Das Franchise der Victoria Cougars aus der Western Hockey League wurde zur Saison 1961/62 nach Los Angeles, Kalifornien, umgesiedelt und in Los Angeles Blades umbenannt. Während die Mannschaft in ihren ersten drei Spielzeiten jeweils die reguläre Saison im Mittelfeld der Liga beendeten, belegten sie in den folgenden drei Spielzeiten jeweils nur den letzten bzw. vorletzten Platz. 
Im Anschluss an die Saison 1966/67 stellten die Los Angeles Blades den Spielbetrieb ein, da mit den Los Angeles Kings ein neues Eishockeyfranchise aus der Stadt einen Startplatz für die National Hockey League erhielt und die Konkurrenz durch das neue Team zu groß war. 

## Saisonstatistik
Abkürzungen: GP = Spiele, W = Siege, L = Niederlagen, T = Unentschieden, OTL = Niederlagen nach Overtime SOL = Niederlagen nach Shootout, Pts = Punkte, GF = Erzielte Tore, GA = Gegentore, PIM = Strafminuten
| Saison  | GP | W  | L  | T | OTL | SOL | Pts | GF  | GA  | Platz        | Playoffs |
| 1961/62 | 70 | 25 | 39 | 6 | —   | —   | 56  | 265 | 309 | 4., WHLS     |          |
| 1962/63 | 70 | 35 | 32 | 3 | —   | —   | 73  | 235 | 226 | 3., Southern |          |
| 1963/64 | 70 | 31 | 31 | 8 | —   | —   | 70  | 218 | 244 | 3., WHL      |          |
| 1964/65 | 70 | 26 | 41 | 3 | —   | —   | 55  | 217 | 269 | 6., WHL      |          |
| 1965/66 | 72 | 22 | 48 | 2 | —   | —   | 46  | 236 | 329 | 6., WHL      |          |
| 1966/67 | 72 | 29 | 38 | 5 | —   | —   | 63  | 260 | 286 | 6., WHL      |          |